# Eva Joly
Eva Joly (nascuda a Noruega el 5 de desembre de 1943, com a Gro Eva Farseth) és una magistrada («jutgessa instructora») i política francesa del partit Europa Ecologia-Els Verds. Va ser la representant d'Els Verds com a candidata a la presidència de França el 2012. Fou eurodiputatda entre 2009 i 2019.

## Anys primerencs
Nascuda a Grünerløkka, Oslo, es va traslladar a París als 20 anys per treballar com «au pair». Allà es va casar amb el fill de la família que l'acollia, Pascal Joly (que va morir el 2001) i va adoptar el seu segon nom, «Eva», que és més fàcil de pronunciar en francès.

## Carrera
Treballant com a secretària, va prendre la seva formació jurídica en l'escola nocturna i es va convertir en magistrada als 38 anys. Joly va especialitzar-se en assumptes financers, i el 1990, es va incorporar al Tribunal Superior de París, com a jutgessa instructora.

## Obres publicades
- Notre affaire à tous (2000)
- Korrupsjonsjeger: Fra Grünerløkka til Palais de Justice (2001)
- Est-ce dans ce monde-la que nous voulons viure? (2003)

## Afiliacions
Joly és membre del consell assessor del «think tank» de Washington Global Financial Integrity.